# Bertil Malgerud
Carl Ernst Bertil Malgerud, född den 5 januari 1917 i Hölö församling i Stockholms län, död den 20 maj 2006 i Köpingsviks församling i Kalmar län, var en svensk militär.
Malgerud avlade studentexamen 1935, blev officer 1938 och  löjtnant vid Bodens artilleriregemente 1940.  Han befordrades till kapten i Fälttygkåren 1948. Åren 1943–1945 gick han högre kursen vid Artilleri- och ingenjörhögskolan. Malgerud tjänstgjorde vid Bergslagens artilleriregemente 1952–1954 och i generalstabskåren 1954–1956. År 1956 befordrades han till major och tjänstgjorde 1956–1961 vid Smålands artilleriregemente samt var chef för Arméns skyddsskola. Han befordrades 1961 till överstelöjtnant och tjänstgjorde 1961–1965 vid Gotlands artillerikår. År 1965 befordrades han till överste och tjänstgjorde under 1965 i Försvarsstaben samt 1965–1969 som försvarsattaché vid ambassaden i Bonn. Åren 1969–1973 var han chef för Bodens artilleriregemente och 1973–1974 befälhavare för Kalmar och Växjö försvarsområde. Han  befordrades 1974 till överste av första graden och var 1974–1977 chef för Kronobergs regemente tillika befälhavare för Kronobergs och Kalmar försvarsområden. Malgerud är begraven på Köpings kyrkogård på Öland.

## Utmärkelser
- Riddare av första klass av Svärdsorden, 1957.[4]
- Kommendör av Svärdsorden, 6 juni 1970.[5]
- Kommendör av första klass av Svärdsorden, 6 juni 1973.[6]